# Acropora elegans
Acropora elegans is een rifkoralensoort uit de familie van de Acroporidae. De wetenschappelijke naam van de soort is voor het eerst geldig gepubliceerd in 1860 door Milne Edwards & Haime.